# Saint-Martin-sur-Ouanne
Saint-Martin-sur-Ouanne foi uma comuna francesa na região administrativa de Borgonha-Franco-Condado, no departamento de Yonne. Estendia-se por uma área de 15,42 km². Em 2010 a comuna tinha 444 habitantes (densidade: 28,8 hab./km²).
Em 1 de janeiro de 2016, passou a formar parte da nova comuna de Charny Orée de Puisaye.